# Freia

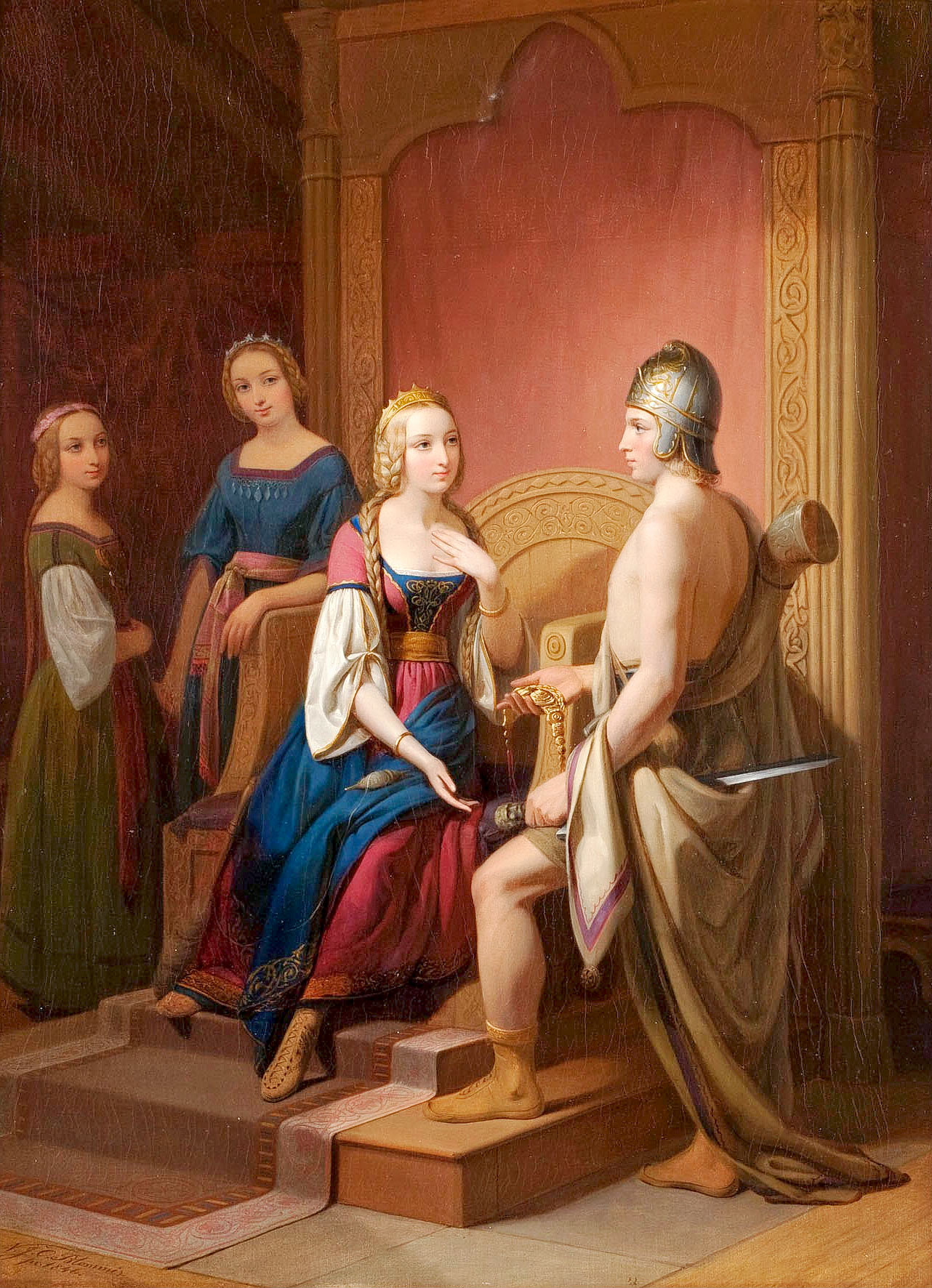
Heimdallr riporta il Brísingamen a Freia. Dipinto di Nils Blommér (1845)

Frèia (AFI: /ˈfrɛja/; in norreno Freyja) è una divinità della mitologia norrena, chiamata anche Gefn, Hǫrn, Mardǫll, Sýr, Valfreyja e Vanadís. Appartenente alla stirpe dei Vani, dopo la pace che concluse il conflitto fra le due stirpi divine, venne mandata come ostaggio presso gli Asi ai quali insegnò la magia.

## Manifestazioni e caratteristiche di Freia
Freia ha molte manifestazioni ed è considerata la dèa dell'amore, dell'erotismo, della bellezza, dell'oro, della seduzione, della fertilità, del seiðr, della guerra, della morte e delle virtù profetiche.
È figlia di Njörðr e figliastra di Skaði, sorella di Freyr e moglie di Óðr, a causa del quale soffre le pene d'amore, dato che la lascia per intraprendere lunghi viaggi, costringendola ad infruttuosi inseguimenti, durante i quali si lascia andare a pianti di lacrime d'oro. Assieme al consorte, mette al mondo due splendide fanciulle, dai nomi emblematici: Gersemi e Hnoss, sinonimi di "tesoro".
Loki la definisce una ninfomane, sempre pronta a saziare le sue voglie con qualunque tipo di partner, dagli Jǫtunn agli Elfi, e in effetti il suo irrefrenabile desiderio è cantato nelle Mansǫngr, letteralmente canzoni per uomini, liriche amorose, ufficialmente vietate, ma diffusissime nelle alcove.
Tra le sue numerose peculiarità Freia annovera quella di esperta nelle arti magiche seiðr, con cui poteva realizzare divinazioni e incantesimi a distanza.
Possiede la collana Brísingamen, forgiata dai nani che gliela donarono a patto che giacesse con loro.
Il suo giorno sacro è il venerdì e ne rimane traccia nel termine inglese Friday, in quello tedesco Freitag e in altre lingue nordiche (es. Fredag in danese, norvegese e svedese).
Il suo nome, Freyja in norreno (dal significato di Signora), si trova a volte scritto in altre forme (Freia, Freya). Freia, nella mitologia norrena, viene a volte confusa con Frigg, dèa Asinia moglie di Odino, con la quale condivide la salvaguardia della fertilità e della fecondità e il ruolo di protettrice delle partorienti.

## Freia nella letteratura norrena
Ne parla l'Edda in prosa che afferma che la dea ama i canti d'amore e incita gli innamorati a invocarla; aggiunge anche che Freyja cavalca nei campi di battaglia ed ha diritto alla metà dei caduti che guiderà in battaglia durante il Ragnarök, mentre l'altra metà è di Odino.
Alla fine della guerra fra i Vani e gli Asi va a vivere con il fratello fra questi ultimi. Dimora nel palazzo Sessrumnir, che significa "dalle tante sedie", che si trova in Folkvang, "campo di battaglia"; ne esce ogni giorno viaggiando su un carro scintillante tirato da due gatti (si presume di razza delle foreste norvegesi).
Nell'Edda poetica Freia è citata e compare nei poemi Vǫluspá Grímnismál, Lokasenna, Þrymskviða, Oddrúnargrátr e Hyndluljóð.
Völuspá contiene una stanza nella quale si riferisce a lei come "giovane Óð's", essendo Freia la moglie di Óðr. In questa stanza si narra che Freia fu una volta promessa ad un innominato costruttore, poi rivelatosi uno jǫtunn e quindi ucciso da Þórr (narrato in dettaglio Gylfaginning, capitolo 42). Nel poema Grímnismál, Odino, travestito da Grímnir, dice al giovane Agnarr, che tutti i giorni Freia distribuisce seggi a metà di coloro che sono uccisi nel suo Fólkvangr, mentre Óðinn possiede l'altra metà.

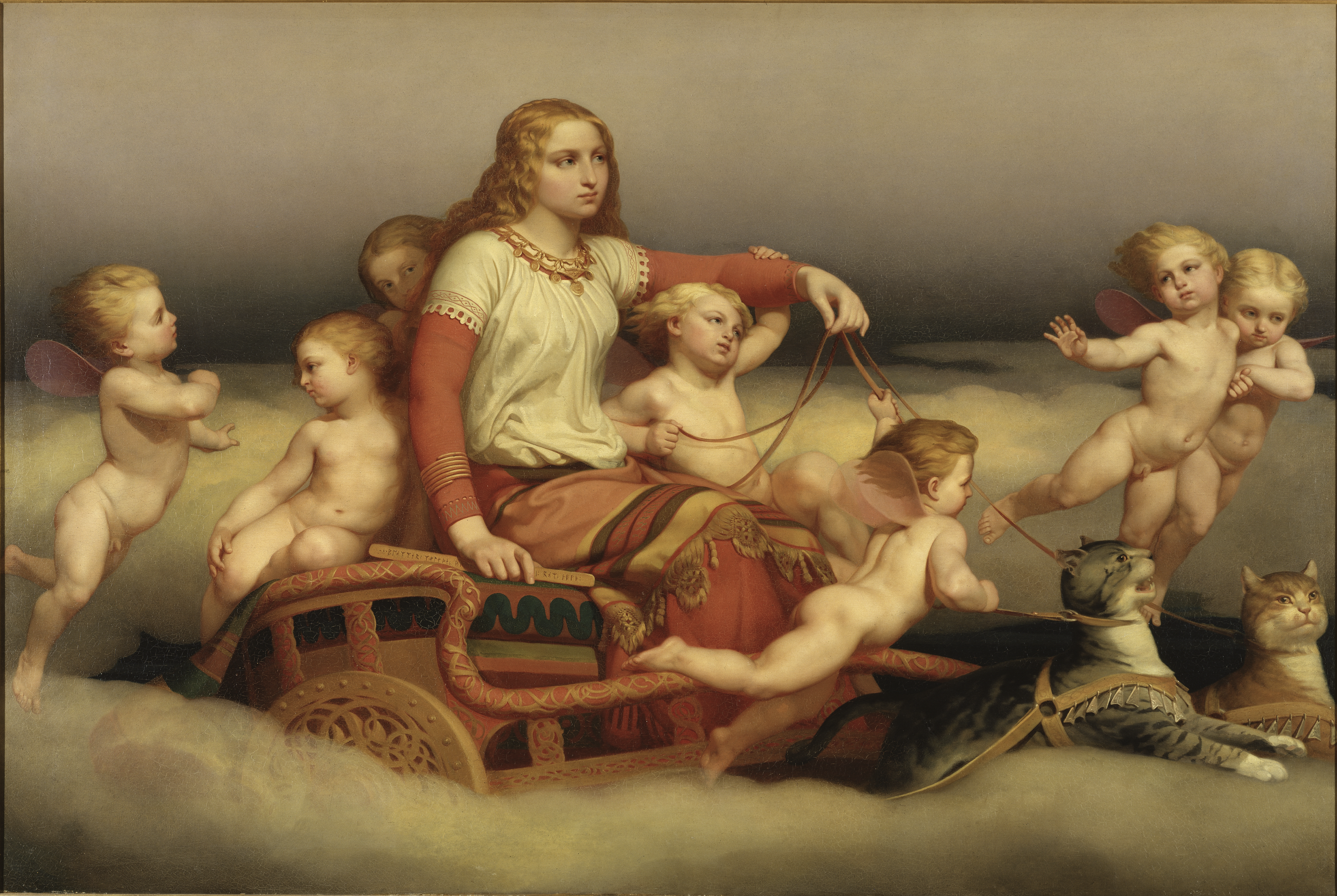
Freia trainata da un carro in un quadro romantico di Nils Blommér.

## Freia nella cultura di massa
- Il suo nome di Vanadís dà origine al nome del vanadio. L'elemento chimico fu così battezzato dal suo riscopritore, il chimico svedese Nils Gabriel Sefström.
- La dea compare nella saga Magnus Chase e gli dei di Asgard di Rick Riordan, e nel romanzo Odd e il gigante di ghiaccio di Neil Gaiman.
- Alla figura di Freia si sono ispirati numerosi autori di animazione e videogiochi, che hanno così chiamato (più spesso nella variante "Freyja") vari personaggi delle loro opere.
  - Freyja compare nel videogioco God of War (2018) come uno dei personaggi principali del gioco. Qui viene detto da Mímir che si era data in sposa a Odino per salvare il suo popolo e questi la chiamava con il nome "Frigg": infatti ella è la madre di Baldur (Baldr); in realtà Freyja e Frigg sono due divinità distinte (essendo la seconda, e non la prima, la sposa di Odino e la madre di Baldur), pur condividendo alcune funzioni nell'ambito familiare; il mito, peraltro parla anche di una "relazione" tra Freyja e Odino, come l'omologo Giove, o Jupiter, molto sensibile alla bellezza femminile (al punto, secondo una versione, di possedere Freyja con la forza).[senza fonte]
  - Freyja compare nel videogioco God of War Ragnarök. In questo, cerca vendetta per la morte del figlio Baldur, ucciso da Kratos, nel capitolo precedente. Durante un combattimento, Freya chiede a Kratos di aiutarla a rompere l'incantesimo con cui Odino la tiene imprigionata a Midgard, e dopo esserci riuscita, stringe una nuova alleanza con Kratos per uccidere Odino.
  - Freyja compare nei giochi per smartphone Seven Knights (attualmente solo sul server coreano) e nel MOBA Mobile Legends.
  - Freyja compare anche nel videogioco in stile MOBA Smite-battleground of the gods come personaggio giocabile.
  - Freyja compare nel videogioco per Mobile Fire Emblem Heroes come nemico del Libro IV e personaggio giocabile.
  - Freyja compare nell'anime DanMachi 2.
- Freyja compare, con il soprannome di "Incantatrice", nella serie "Thor" dei fumetti Marvel Comics.
- Freyja compare nella serie televisiva Ragnarok con il nome di Iman Reza, reicarnazione proprio della Dea Freya. È interpretata dall'attrice di nazionalità norvegese-britannica Danu Sunth.
- Freyja compare in una poesia in prosa della raccolta "Brumes de Fjords" (Lemerre 1902 pagg. 19-21) della scrittrice Renée Vivien.